# Neurobezzia tsacasi
Neurobezzia tsacasi är en tvåvingeart som beskrevs av Clastrier 1983. Neurobezzia tsacasi ingår i släktet Neurobezzia och familjen svidknott.
Artens utbredningsområde är Seychellerna. Inga underarter finns listade i Catalogue of Life.